# Медаль Жансена
Меда́ль Жансе́на (фр. Médaille Janssen) – награда, учреждённая Французской академией наук, вручается учёному, который внёс весомый вклад в развитие астрофизики.

## История
Награда была учреждена по инициативе французского астронома, члена Парижской академии наук Жюля Жансена в 1886 году. В том же году комиссия определила первого учёного, который был удостоен медали. Им стал немецкий физик Густав Роберт Кирхгоф за работы в области спектроскопии. 17 октября 1887 года, за несколько месяцев до вручения награды Кирхгоф умер. Собравшись 26 декабря 1887 года комиссия, в состав которой входил Жансен, решила присудить медаль посмертно в память о заслугах Кирхгофа, а медаль возложить на могиле учёного.
Первые восемь награждений (с 1887 по 1894 годы) были ежегодными. В 1896—1940 годах награда присуждалась раз в два года, потом — раз в три года (до 1982 года). Исключение составило награждение медалью в 1943 году Люсьена Мари д’Азамбюжи и в 1944 году Жана Рёша.

## Российские учёные-лауреаты
- 1898 г. - Аристарх Белопольский[1].
- 1904 г. - Алексей Ганский.
- 1954 г. - Отто Струве[2].

## Количество награжденных по странам
Больше всех — 27 раз — медали удостаивались учёные Франции. 11 раз медаль присуждалась специалистам из США. Дважды медаль получали учёные Великобритании, Италии и России и по одному разу - Бельгии, Германии, Дании, Нидерландов, Норвегии, Португалии, Швеции.